# The Corridor (opera)
The Corridor är en kammaropera med musik av Harrison Birtwistle och libretto av David Harsent. Den hade premiär den 12 juni 2009 på Aldeburgh Festival. Titeln syftar på den korridor genom vilka Orfeus och Eurydike passerade då han ledde henne från dödsriket Hades.

## Bakgrund och uppförandehistorik
Olika synvinklar på Orfeusmyten har varit ett återkommande tema i Birtwistles verk. Först utforskade han ämnet i sin treaktsopera The Mask of Orpheus (1986) och senare inkorporerade han det i tvåaktsoperan The Second Mrs Kong (1994). 
Mellan 2003  och 2004 komponerade han även The Orpheus Elegies, en sångcykel i 26 delar för countertenor, oboe och harpa byggd på  Rilkes Sonetterna till Orfeus. The Corridor fokuserar uteslutande på det ögonblick då Orfeus blickar tillbaka på Eurydike och därmed tvingar henne att återvända till underjorden för alltid. Operans librettist David Harsent anser detta vara den mest brutala händelse i mytologin:
Det kan måhända inte innebära den mer direkt fysiska brutalitet som Aktaions död eller Marsyas som flåddes levande, men kombinationen av dårskap och oemotståndlighet gör det hela till någonting djupare än bitterhet och mer gripande än ånger.
Corridor var Harsents tredje libretto skrivet för Birtwistle. De två första; Gawain (1991) och The Minotaur (2008), hade premiär på Royal Opera House i London.
Premiären den 12 juni 2009 innebar samtidigt invigning för den nya Benjamin Britten Studio i Aldeburgh och vid samma tillfälle uruppfördes även Semper Dowland, semper dolens, Birtwistles tonsättning av John Dowlands Lachrimae, or Seaven Teares. Båda verken var beställningar av Aldeburgh Festival och Southbank Centre. Föreställningen regisserades av Peter Gill och dirigent var Ryan Wigglesworth av London Sinfonietta. Elizabeth Atherton sjöng rollen som Kvinnan (Eurydike); Mark Padmore var Mannen (Orfeus).
Påföljande månad turnerade föreställningen till Queen Elizabeth Hall i samband med verkets Londonpremiär och till Bregenz Festival för dess österrikiska premiär. The Corridor uppfördes även 2010 i en konsertversion i Merkin Hall i New York med Brad Lubman dirigerande den samtida ensemblen Signal. Vid samma tillfälle uppfördes även Nico Muhlys tonsättning av Stabat Mater.

## Synopsis

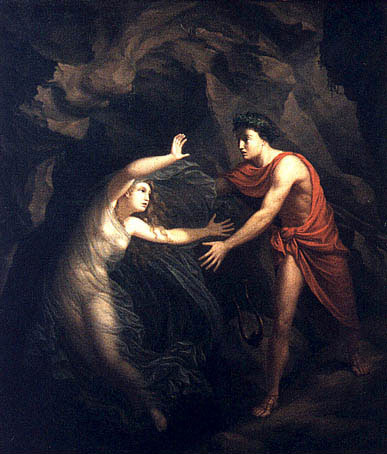
Ögonblicket då Orfeus ser på Eurydike i en målning av Christian Gottlieb Kratzenstein 1806.

Genom en lång korridor för Orfeus Eurydike upp från underjorden. Dödsguden Hades har som villkor för hennes frigivning sagt att han inte får se på henne. Operan börjar just då Orfeus närmar sig slutet på korridoren. Han vänder sig om för att förvissa sig om att Eurydike fortfarande är där och dömer henne därmed att för evigt återvända till underjorden. I en följd av arior sjunger paret till varandra alltmedan Eurydike avlägsnar sig genom korridoren mot underjorden, och lämnar Orfeus att återvända till jorden ensam. Orkestermedlemmarna befinner sig på scenen med sångarna och medverkar som andeskuggor. Ibland tilltalas de direkt av sångarna.

## Scoring
Operan är 48 minuter lång och är komponerad för två sångare: (sopran och tenor) och en orkesterensemble bestående av flöjt, klarinett, harpa, violin, viola, och cello.